# Municipio de Waccamaw (condado de Columbus)
El municipio de Waccamaw (en inglés: Waccamaw Township) es un municipio ubicado en el  condado de Columbus en el estado estadounidense de Carolina del Norte. En el año 2010 tenía una población de 2.175 habitantes.

## Geografía
El municipio de Waccamaw se encuentra ubicado en las coordenadas 34°19′54.61″N 78°30′17.03″O / 34.3318361, -78.5047306.